# 沙狐球
沙狐球（Shuffleboard），又稱沙壺球，相傳源於Frisia，最早介紹這活動的文獻可追溯至1532年。當時人們玩一種在桌上滑動銀幣的遊戲：用的是一種相當大的英國硬幣，當時這種遊戲被稱為推硬幣或滑硬幣。後來逐步出現了專用的沙狐球以取代銀幣，類似的遊戲有英國彈戲。美國約於南北戰爭期間引入該活動，活動轉而普及。近年該遊戲亦開始引入中國大陸。　

## 發展
十九世紀英國著名畫家約翰·那什曾經創作了一幅畫，畫的是英國威爾特郡利特寇茨大廳中許多人聚會的場景，在畫的中央，有人正在一張巨大的桌上玩著沙狐球。美國櫥櫃製造商如荷普懷特及德肯費特在為紐約的闊人家庭製造沙狐球桌時加進了其製作櫥櫃時採用的精細的鑲嵌工藝。1897年，沙狐球從單純的遊戲演化成競技比賽。　
由於沙狐球要求桌面非常光滑，令維修桌面的費用遠遠大於球桌本身，活動也披上富人色彩，但新物料的出現，令活動得而普及。目前，全美有120多萬張沙狐球桌，加拿大約10萬張。

## 规则
沙狐球的玩法有些类似于冰壶。

## 脚注
1. ↑  . 新华网. 2006-10-31  [2011-11-24]. （原始内容存档于2010-04-14） （中文（简体））.